# Папуа Нова Гвинея
Папуа Нова Гвинея, официално Независима държава Папуа Нова Гвинея, по-рано Папуа – Нова Гвинея е островна държава в Океания, която включва източната половина от остров Нова Гвинея и множество острови в Тихия океан. Столицата на страната е град Порт Морсби.

## История
Първите европейци, посетили Папуа Нова Гвинея, са португалци – през 16 век, а в края на 19 век на острова се появяват немски заселници.
През 1884 г. Германия завладява североизточната част, превръщайки я в колониалното владение Германска Нова Гвинея. Веднага след това Великобритания обявява югоизточната част за свой протекторат, наречен Папуа. Западната част на о-в Нова Гвинея става колония на Нидерландия (от 1963 г. към Индонезия).
През 1906 г. Великобритания предава на Австралия управлението над Папуа. През 1920 г. Германска Нова Гвинея преминава под австралийски мандат. Колонията Нова Гвинея през 1946 г. става подопечна територия на ООН под управлението на Австралия. През 1949 г. Австралия обединява 2-те източни части на острова с името Папуа – Нова Гвинея. Територията е преименувана на Папуа Нова Гвинея през 1972 г.
На 6 септември 1975 г. e провъзгласена независимостта на Папуа Нова Гвинея. Движението за независимост на остров Бугенвил през 1975 и 1990 г., обявява отделянето на Република Северни Соломонови о-ви, но без успех. В сраженията загиват над 15 хил. души. От 1997 до 2001 се преговаря за автономия. От 2001 г. островът е с ограничена автономия.

## Държавно устройство
Папуа Нова Гвинея е член на Британската общност. Глава на държавата е Кралят на Великобритания, представен от генерал-губернатор. Законодателен орган е еднопалатен Национален парламент от 109 депутати, избирани за 5 години. Изпълнителната власт е Национален изпълнителен съвет, начело с министър-председател.

## География
Страната е разположена в югозападната част на Тихия океан и заема източната част на остров Нова Гвинея и близките острови, архипелага Бисмарк (с най-големи острови Нова Британия – 37,8 хил. кв. км и Нова Ирландия – 7,3 хил. кв. км), северната част от архипелага Соломонови острови (островите Бугенвил и Бука), островите Д'Антрекасто и още над 600 малки острова.
Общата площ е 462,84 хил. кв. км. Граничи с Индонезия – 840 км, и има брегова линия 7260 км. На о-в Нова Гвинея е разположена Централната планинска верига с най-висока точка връх Вилхелм – 4509 м. Южните части са заети от обширна низина. Главният остров е покрит с джунгла, обкръжена от блатисти равнини.
Климатът е екваториален и субекваториален. Средна годишна температура – 26 °C, в планините над 2500 м – до 10 °C. Валежи: в планините – над 4000 мм. Реки (пълноводни) – Сепик, Флай и др. Растителността е представена от влажни тропически гори, а на юг – от савана.
Столицата на страната е Порт Морсби (220 хил. души). Други по-големи градове са Лае (73 хил. ж.), Арава (40 хил. ж., на о. Бугенвил), Маунт Хаген (39 хил. ж.), Попондета (38 хил. ж.), Менди (37 хил. ж.), Кокопо (32 хил. ж.), Маданг (27 хил. ж.), Веванг (17 хил. ж.), Дару (17 хил. ж.), Кавиенг (17 хил. ж.), Рабаул (7 хил. ж., на о. Нова Британия).

## Административно деление
Папуа Нова Гвинея е разделена на 22 административно-териториалнои единици – 20 провинции, Автономен регион Бугенвил и Столичен окръг.
| 1. Централна 2. Симбу 3. Източни височини 4. Източна Нова Британия 5. Източен Сепик 6. Енга 7. Гълф 8. Маданг 9. Манус 10. Милн Бей 11. Моробе | 1. Нова Ирландия 2. Оро (провинция) 3. Автономен регион Бугенвил 4. Южни височини 5. Западна провинция (Флай) 6. Западни височини 7. Западна Нова Британия 8. Западен Сепик (Сандаун) 9. Столичен окръг 10. Хела 11. Джиуака | Provinces of Papua New Guinea |

През 2009 г. парламентът одобрява създаването на две нови провинции: Хела, заемаща част от територията на Южните височини и Джиуака, състояща се от част от територията на Западните височини. Новото разделение влиза в сила от 17 май 2012 г.

## Население
Населението на Папуа Нова Гвинея е силно разнородно. Съществуват стотици местни етнически групи, като най-голямата е тази на папуасите, чиито предшественици са пристигнали на острова преди хиляди години. Голяма част от жителите на острова живеят в малки селца, където отглеждат зеленчуци и се занимават със скотовъдство. Много племена са откъснати от външния свят и са съхранили своите ритуали и езици. В Папуа Нова Гвинея се говорят около 820 местни езика. В страната има най-много случаи на ХИВ и СПИН от Тихоокеанския регион.
Населението на страната е 6 331 268 души (2007 г.). Гъстота на населението – 13,6 жители на км2. Естествен прираст – 23. Средна продължителност на живота: мъже – 57 г., жени – 59 г. Градското население – 17%. Официални езици – английски, хири-моту и меланезийски пиджин. Азбука – латиница.

### Етнически състав
В Папуа Нова Гвинея има над 750 народи и племена, включително:
- папуаски народности 84,0% (от тях народи от Източното плато – 48,9 %, сепик-раму – 10,6 %, други папуаски народи – 40,5 %),
- меланезийци 15,1 % (от тях толаи – 21 %),
- англо-австралийци 0,9 %.

### Религия
Папуа Нова Гвинея е предимно християнска страна: 92,7% от населението са християни (от тях протестанти – 68,6%, католици – 31,4%). Около 7,3% от населението изповядва местни традиционни вярвания и култове.

## Икономика
Папуа Нова Гвинея е слабо развита, предимно аграрна страна. В селското стопанство са заети 72% от трудоспособното население. Плодородните земи са само 5% от общата територия. Главни земеделски култури са кокос (над 110 хил. тона копра годишно), кафе, какао, чай, ориз и др.
Страната е богата на полезни изкопаеми – злато, медни руди (о-в Бугенвил) и перспективни нефтени и въглищни находища. Има малки дървопреработвателни предприятия. Развит е и крайбрежният риболов.
Шосета – 19 хил. км, няма жп линии. Основни морски пристанища – Порт Морсби и Рабаул.
Туризмът е другият отрасъл на стопанството, който се развива заедно с инфраструктурата. Годишно страната се посещава от 59 хил. туристи, предимно от Австралия и Нова Зеландия.
Паричната единица в страната е кина, която се развнява на 100 тое.
Въоръжени сили – 64,6 хил. души.
Папуа Нова Гвинея е богата на природни ресурси, но тяхната експлоатация е затруднена от неравния терен и от високата стойност на развиващата се инфраструктура. Селското стопанство осигурява прехраната на 85% от населението. Богатството на полезни изкопаеми като нефт, медна руда и злато формират 72% от приходите от експорт. Състоянието на икономиката на страната се подобрява през последните години. Съотношение селско стопанство-промишленост-обслужване – 31:35:34.

## Други
- Комуникации в Папуа Нова Гвинея
- Транспорт в Папуа Нова Гвинея
- Армия на Папуа Нова Гвинея
- Външна политика на Папуа Нова Гвинея
- Списък на островите на Папуа Нова Гвинея